# Gouvernement Messmer I
Pour les articles homonymes, voir Gouvernement Pierre Messmer.
Ve République
Gouvernement Jacques Chaban-Delmas Gouvernement Pierre Messmer II
Le premier gouvernement Pierre Messmer est le gouvernement de la République française du 5 juillet 1972 au 2 avril 1973, pendant la présidence de Georges Pompidou. C'est le huitième gouvernement de la Cinquième République. Il est soutenu par les groupes parlementaires Union des démocrates pour la République, Groupe des Républicains indépendants et Progrès et démocratie moderne.

## Composition initiale
Le Premier ministre est nommé par un décret du 5 juillet 1972 (JO du 
6 juillet), les membres du Gouvernement par un décret en date du 6 juillet 1972 (JO du 
7 juillet).

### Premier ministre
| Image | Fonction         |  | Nom            | Parti |
| ----- | ---------------- |  | -------------- | ----- |
|       | Premier ministre |  | Pierre Messmer | UDR   |

### Ministres d'Etat
| Image | Fonction                                        |  | Nom          | Parti |
| ----- | ----------------------------------------------- |  | ------------ | ----- |
|       | Ministre d'État, chargé de la Défense nationale |  | Michel Debré | UDR   |
|       | Ministre d'État, chargé des Affaires sociales   |  | Edgar Faure  | UDR   |

### Ministres
| Image | Fonction                                                                |  | Nom                      | Parti |
| ----- | ----------------------------------------------------------------------- |  | ------------------------ | ----- |
|       | Garde des Sceaux, ministre de la Justice                                |  | René Pleven              | CDP   |
|       | Ministre des Affaires étrangères                                        |  | Maurice Schumann         | UDR   |
|       | Ministre de l'Intérieur                                                 |  | Raymond Marcellin        | FNRI  |
|       | Ministre de l'Economie et des Finances                                  |  | Valéry Giscard d'Estaing | FNRI  |
|       | Ministre de l'Éducation nationale                                       |  | Joseph Fontanet          | CDP   |
|       | Ministre de l'Équipement, du Logement et de l'Aménagement du territoire |  | Olivier Guichard         | UDR   |
|       | Ministre des Affaires culturelles                                       |  | Jacques Duhamel          | CDP   |
|       | Ministre de l'Agriculture et du Développement rural                     |  | Jacques Chirac           | UDR   |
|       | Ministre du Développement industriel et scientifique                    |  | Jean Charbonnel          | UDR   |
|       | Ministre de la Santé publique                                           |  | Jean Foyer               | UDR   |
|       | Ministre des Transports                                                 |  | Robert Galley            | UDR   |
|       | Ministre des Postes et Télécommunications                               |  | Hubert Germain           | UDR   |
|       | Ministre des Anciens combattants                                        |  | André Bord               | UDR   |
|       | Ministre du Commerce et de l'Artisanat                                  |  | Yvon Bourges             | UDR   |

### Ministres délégués
| Image | Fonction                                                                    | Ministre de rattachement         |  | Nom               | Parti |
| ----- | --------------------------------------------------------------------------- | -------------------------------- |  | ----------------- | ----- |
|       | Ministre délégué chargé des Relations avec le Parlement                     | Premier ministre                 |  | Robert Boulin     | UDR   |
|       | Ministre délégué chargé de la Protection de la nature et de l’Environnement | Premier ministre                 |  | Robert Poujade    | UDR   |
|       | Ministre délégué                                                            | Ministre des Affaires étrangères |  | André Bettencourt | FNRI  |

### Secrétaires d'Etat
| Image | Fonction                                                                          | Ministre de rattachement                                                |  | Nom                      | Parti |
| ----- | --------------------------------------------------------------------------------- | ----------------------------------------------------------------------- |  | ------------------------ | ----- |
|       | Secrétaire d'Etat chargé de la Fonction publique et des Services de l’information | Premier ministre                                                        |  | Philippe Malaud          | FNRI  |
|       | Secrétaire d'Etat chargé de la Jeunesse, des Sports et des Loisirs                | Premier ministre                                                        |  | Joseph Comiti            | UDR   |
|       | Secrétaire d'État, porte-parole du gouvernement                                   | Premier ministre                                                        |  | Jean-Philippe Lecat      | UDR   |
|       | Secrétaire d'Etat chargé des Départements et Territoires d'Outre-Mer              | Premier ministre                                                        |  | Xavier Deniau            | UDR   |
|       | Secrétaire d'État                                                                 | Ministre des Affaires sociales                                          |  | Christian Poncelet       | UDR   |
|       | Secrétaire d'Etat chargé de la Coopération                                        | Ministre des Affaires étrangères                                        |  | Pierre Billecocq         | UDR   |
|       | Secrétaire d'Etat chargé du Budget                                                | Ministre de l'Economie et des Finances                                  |  | Jean Taittinger          | UDR   |
|       | Secrétaire d'Etat chargé du Logement                                              | Ministre de l'Equipement, du Logement et de l'Aménagement du territoire |  | Christian Bonnet         | FNRI  |
|       | Secrétaire d'Etat                                                                 | Ministre de l'Agriculture et du Développement rural                     |  | Bernard Pons             | UDR   |
|       | Secrétaire d'Etat chargée de l’Action sociale et de la Réadaptation               | Ministre de la Santé publique                                           |  | Marie-Madeleine Dienesch | UDR   |

## Modifications

### Ajustement du 12 juillet 1972
- Ministre de l’Aménagement du territoire, de l’Équipement, du Logement et du Tourisme : Olivier Guichard (UDR)

### Remaniement du 15 mars 1973
Le 15 mars 1973 sont annoncées les démissions de René Pleven et Maurice Schumann. Les intérims sont assurés par Pierre Messmer (Justice) et André Bettencourt (Affaires étrangères).

## Répartition partisane
| Parti                         | Parti                                              | Premier ministre | Ministres d'État | Ministres | Ministres délégués | Secrétaires d'État | Total |
| ----------------------------- | -------------------------------------------------- | ---------------- | ---------------- | --------- | ------------------ | ------------------ | ----- |
| Répartition le 6 juillet 1972 | Répartition le 6 juillet 1972                      | 1                | 2                | 14        | 3                  | 10                 | 30    |
|                               | Union des démocrates pour la République            | 1                | 2                | 9         | 2                  | 8                  | 22    |
|                               | Centre démocratie et progrès                       |                  |                  | 3         |                    |                    | 3     |
|                               | Fédération nationale des républicains indépendants |                  | 2                | 1         | 2                  | 5                  |       |

## Démission
Le gouvernement démissionne à la suite des élections législatives de 1973 (JO du 29 mars 1973).

## Féminisation du gouvernement
Le gouvernement compte une femme ministre, en la personne de Marie-Madeleine Dienesch, secrétaire d’État à l’Assistance sociale et à la Réadaptation.